# Distretto di Abura-Asebu-Kwamankese
Il distretto di Abura-Asebu-Kwamankese (ufficialmente Abura/Asebu/Kwamankese District, in inglese) è un distretto della regione Centrale del Ghana.